# Juan de Biclaro

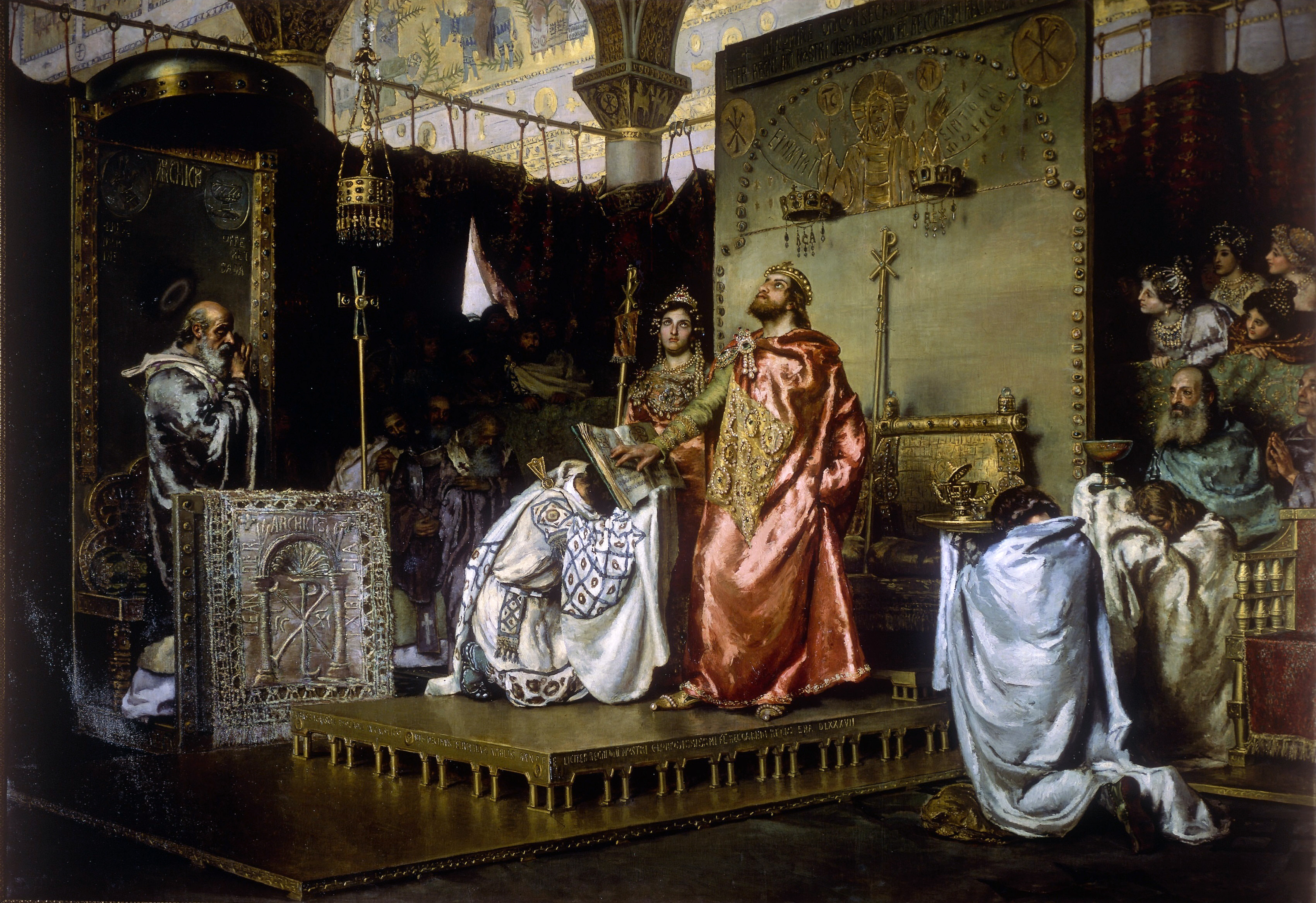
En el III concilio de Toledo Recaredo se convirtió a la fe católica; a él asistió Juan de Biclaro. La conversión de Recaredo I es un cuadro del pintor Antonio Muñoz Degrain (1888) que se conserva en Madrid, Palacio del Senado

Juan de Biclaro, también conocido como Juan de Bíclaro, Juan de Bíclara, Juan Biclarense o Juan Biclaro, en latín Iohannes Biclarensis (Scallabis, entonces provincia de Lusitania, hoy Santarém, Portugal, hacia 540 - 621), fue un clérigo católico y cronista de origen godo. 

## Biografía
San Isidoro, en su De viris illustribus, cuenta que Juan de Biclaro nació en Scallabis (Lusitania), la hoy portuguesa Santarem (contracción de Santa Irene). En el año 559, siendo muy joven, marchó a Constantinopla, donde en los diez años que estuvo allí (diecisiete, según otros autores) adquirió una notable formación humanística en latín y griego; sus recuerdos de los hechos acontecidos durante el reinado del emperador de Oriente Justino I contenidos en su Chronicon (la peste, los regalos que le hacían como "dentes elephantinos / dientes de elefante" y camellos...) demuestran lo mucho que lo impresionó su estancia en Bizancio. Regresó al Reino visigodo en 576. El rey Leovigildo intentó sin éxito convencerle para que se convirtiera al arrianismo, pero al no ceder a las presiones del monarca, fue desterrado a Barcino (la actual Barcelona) en 577. No pudo abandonar la zona hasta unos diez años después, cuando el propio Leovigildo y el obispo godo Masona le levantaron el destierro hacia 585 o 586.
Después de 589 fundó el monasterio de Biclarum, identificado por Ramón Menéndez Pidal con Béjar, pero cuyo emplazamiento se ha situado recientemente en la población de Cabacés (Tarragona), más en concreto en Vallclara, cerca de Montblanch, donde a finales del siglo XII existió un monasterio, probablemente restaurado. Allí hay además unos vestigios arqueológicos que apuntan poderosamente a la presencia en la población de un edificio religioso del siglo VI. Otros en cambio designan como sede de este cenobio Fontclara de Guisona. Para este monasterio, del que fue asimismo abad, escribió una regla que se ha perdido.
Antes de 592, probablemente en 591, por muerte del anterior obispo Alicio, fue elegido y consagrado obispo de Gerunda (Gerona). Como obispo de esta sede firmó las actas del Sínodo Provincial de Zaragoza de 592 presidido por Artemio de Tarragona; también asistió al Concilio de Toledo de 597 y al II de Barcelona de 599. Suscribió además el decreto de Gundemaro (610) y es muy posible que estuviera presente en el Concilio de Egara (la actual Tarrasa) de 614. Su muerte la fijaron Nicolás Antonio y el padre Enrique Flórez en el año 621.

## Obra
Escribió un corto Chronicon sobre los años 567 al 589. Es una importante fuente para la época y reinado de Leovigildo y una continuación de la crónica escrita por Víctor de Tunnuna. Se lo considera fuente muy fiable, aunque su obra no carece de interés ideológico: su condición de católico no le impide manifestar su admiración por Leovigildo y su pretensión de lograr la unidad política hispánica con sus ataques a los bizantinos del sudeste, a los vascones del norte, la conquista del reino suevo en 585 y la represión del levantamiento de su hijo Hermenegildo, a quien no duda en calificar de tyrannum, silenciando su catolicismo; de ahí que se haya dicho que "al igual que la generalidad de la opinión pública católica, no sintió, pues, por el príncipe rebelde una solidaridad confesional; debe tenerse en cuenta que las persecuciones de Leovigildo contra los católicos no eran más que una parte de su programa unificador".
El rey Leovigildo, desaparecidos los tiranos de todas partes, y vencidos los usurpadores de España, habiendo conseguido el sosiego con su propio pueblo, descansó y fundó en Celtiberia una ciudad que, del nombre de su hijo, se llama Recópolis, a la cual, adornando con admirables obras en murallas y (construcciones) suburbanas, concedió privilegios para el pueblo
Es la única fuente que describe la fundación de Recópolis en 578 por Leovigildo en honor a su hijo Recaredo.

## Ediciones
La primera edición o princeps la publicó Hendrik De Hondt, más conocido como Enrique Canisio o Henricus Canisius (Ingolstadt, 1600) junto con el Cronicón de Víctor Tununense, la Legatio Liutprandi y el Synodus Bavarica; depende del códice Leidense o de Velser. También de este códice depende la de Joseph Justus Scaliger (Leyden, 1606). La tercera edición es la de Andrés Schott en el tomo 4.º de su Hispania Illustrata (Fráncfort, 1608), que copia la primera de Canisio; la cuarta es la de Scaliger, aumentada (Ámsterdam, 1658). La quinta es la publicada por el Cardenal Aguirre en la Colección de Concilios, siguiendo la primera de Canisio: Collectio Maxima Conciliorum omnium Hispaniae et novi orbis, cura et studio Jusephi Saenz de Aguirre, t. II, Romae 1694, pp. 423-425. La sexta es la de Jacques Basnage (Amberes, 1725), que de nuevo reproduce la de Canisio; la séptima fue una reimpresión de la de Aguirre (Roma, 1753); la octava es la de Andrea Gallandi de 1787, que depende de la de Scaliger de 1606 (Venecia, 1787); la novena es la publicada por el padre Enrique Flórez en su España sagrada VI (Madrid, 1751) pp. 382-396 y ss. Es un texto crítico sobre los códd. U1 P(T) y la Sylloge de Juan de Mariana. La décima es la de la Patrología Latina de Migne, LXXII, que sigue la edición de Scaliger. La de Theodor Mommsen en MGH: Auctores antiquissimi t. XI, Chronica Minora, vol. II, Berolini MDCCCXCIII, pp. 211-220 es la más perfecta: hace la colación de los cinco códices conocidos hasta entonces, en particular los cuatro reunidos por el obispo de Segorbe Juan Bautista Pérez, y las anotaciones que este hizo de otro perdido.
- Juan de Biclaro, Obispo de Gerona. Su vida y su obra. Introducción, Texto crítico y comentarios por Julio Campos, Madrid: Consejo Superior de Investigaciones Científicas - Escuela de Estudios Medievales, 1960. Es la edición crítica más moderna y completa.

## Blbliografía
- El contenido de este artículo incorpora texto de la Enciclopedia Católica (1913), que se encuentra en el dominio público.
- Inventari Arquitectònic de Cabacés
- Ferré, Josep y Prats, Carles (1961-1962). «El ignoto monasterio de Bíclaro». Historia y Vida (331): 45-53.
- Campos, Julio (1960). Juan de Bíclaro, obispo de Gerona, su vida y su obra, edición crítica. Consejo Superior de Investigaciones Científicas. p. 237.